# Cathrine Gyldensted
Cathrine Gyldensted (født 1973) er en dansk journalist, korrespondent og forfatter. Siden 2011 har hun arbejdet innovation af journalistik gennem adfærdsvidenskab som positiv psykologi, moralpsykologi og perspektiv kendt som konstruktiv journalistik . Hun opfandt udtrykket konstruktiv journalistik i 2017 med Karen McIntyre.
I december 2015 blev hun udnævnt til verdens første direktør for konstruktiv journalistik på Journalistskolen ved Windesheim University of Applied Sciences i Holland. Hun forlod Windesheim i juli 2017 og medstiftede Constructive Journalism Network i Amsterdam, et journalistisk online netværk med fokus på konstruktiv journalistik og forskning i dette .

## Tidligt og personligt liv
Gyldensted blev født i København  og boede i 1983 med sin mor og søster i Saudi-Arabien, men flyttede senere til Slagelse, Danmark, og tog eksamen i 1991 fra Slagelse Gymnasium og HF-kursus . I 1996 blev hun optaget på Danmarks Medier og Journalisthøjskole, hvor hun blev færdig i februar 2000 med speciale i udenrigsrapportering og radiojournalistik. Gyldensteds forældre er Carsten Gyldensted, professor emeritus, Neuroradiologi, Center for Funktionelt Integrativ Neurovidenskab - CFIN ved Aarhus Universitet  og Merete Gyldensted, pensioneret seniorlæge ved Slagelse Sygehus .
Hun bor i København sammen med Torsten Stiig Jansen, en tidligere amerikansk korrespondent og News Anchor hos DR I 2008 skrev de bogen Obama City sammen om magtstrukturer i Washington DC 

## Karriere
Gyldensted begyndte sin karriere inden for journalistik, der arbejdede for  Radioavisen hos DR. Hun blev derefter ansat som tv-reporter for TV Avisen i 2001 med kortere redaktionelle tv-projekter andetsteds inden for DR  Hun blev udnævnt til en ekstra korrespondent for DR, der flyttede til Washington i 2007.  Hun forblev der indtil 2011, før hun vendte tilbage til København og begyndte på sit arbejde med at udvikle den konstruktive journalistikramme og forskning. I 2003 blev hun nomineret til Cavling-prisen for at afsløre sjældne kræftformer blandt pensioneret hærradarpersonale i NATO . 
Hun var hovedredaktør af live talkshowet Clement Direkte med Clement Kjersgaard i 2004.  I 2011 forankrede hun et udenlandsk nyhedsradioprogram “Globus” og kulturshowet ”AK24syv” begge på den danske nationale radiostation, Radio24syv . 
Gyldensted har skrevet en bog, “From Mirrors to Movers. Five elements of Constructive Journalism".  og været medforfatter på fem andre, alle udgivet i Danmark: “Obama City”,  “Håndbog i Konstruktiv Journalistik”,  “En Konstruktiv Nyhed”,  “Glimt Af Amerika”,  og "Gurubogen". 

## eksterne links
- - ‘Constructive journalism’ course aims to eliminate unnecessary negativity in the press, Claudia Cahalane, Positive News, 7 March 2013 Arkiveret 23. marts 2020 hos  Wayback Machine
  - Why constructive journalism can help engage the audience, Catalina Albeanu, Journalism.co.uk, 18 August 2014
  - Why we need Constructive Elements in Journalism, Cathrine Gyldensted, TEDxDresden, 11 September 2016
  - ‘Cathrine Gyldensted weg bij Windesheim, Dolf Rogmans, Villamedia, 15 July 2017